# Kemuning Muda (Kemuning)
Kemuning Muda is een bestuurslaag in het regentschap Indragiri Hilir van de provincie Riau, Indonesië. Kemuning Muda telt 1006 inwoners (volkstelling 2010).